# Ackerman Ridge
Ackerman Ridge är en bergstopp i Antarktis. Den ligger i den centrala delen av kontinenten. Inget land gör anspråk på området. Toppen på Ackerman Ridge är 2 169 meter över havet.
Terrängen runt Ackerman Ridge är kuperad söderut, men är platt norrut. Trakten är obefolkad. Det finns inga samhällen i närheten. 